# Scott Bowman
Pour les articles homonymes, voir Scotty et Bowman.
Temple de la renommée : 1991 en tant que bâtisseur
William Scott Bowman, dit Scotty Bowman, (né le 18 septembre 1933 à Verdun, maintenant un arrondissement de la ville de Montréal, dans la province de Québec au Canada) est un ancien entraîneur-chef canadien de la Ligue nationale de hockey (LNH). Il est actuellement le conseiller principal des Blackhawks de Chicago. Il est l'entraîneur ayant remporté le plus de victoires en carrière avec 1 244 succès en saison régulière et 223 lors des séries éliminatoires. Il a été l'entraîneur dans la LNH des Blues de Saint-Louis, des Canadiens de Montréal, des Sabres de Buffalo, des Penguins de Pittsburgh et des Red Wings de Détroit.
En tant qu'entraîneur-chef, il est avec neuf coupes Stanley le technicien ayant remporté le plus souvent ce trophée suprême de la LNH. Il la remporte à cinq reprises avec Montréal (1973, 1976, 1977, 1978 et 1979), une fois avec Pittsburgh (1992) et trois autres fois avec Détroit (1997, 1998 et 2002). Il termine en finale lors de l'édition 1991, alors qu'il est directeur sportif des Penguins. Lors de la saison 1976-1977, il bat le record du plus grand nombre de victoires en une saison avec Montréal et un total de 60 succès, un record qu'il bat en 1995-1996 avec Détroit et ses 62 victoires. Dans tous les sports majeurs nord-américains — National Basketball Association, National Football League, Ligue majeure de baseball et Ligue nationale de hockey — aucun autre entraîneur ne remporta autant de titres avec trois équipes différentes.
À deux reprises, il remporte le trophée Jack-Adams du meilleur entraîneur de l'année de la LNH, en 1977 et 1996. Au temple de la renommée du hockey depuis 1991, en tant que bâtisseur, et sur l'allée des célébrités canadiennes depuis 2003. Il est considéré comme l'un des plus grands entraîneurs de l'histoire de la LNH.

## Carrière de joueur
Dès son plus jeune âge il est surnommé « Scotty ». Bien qu'il soit aujourd'hui reconnu pour son talent d'entraîneur, il ne se destinait pas à entraîner mais à jouer. Il souhaitait devenir joueur de hockey professionnel. D'ailleurs il monte les échelons en hockey scolaire puis dans la Ligue de hockey junior du Québec. Il entre, dans cette ligue junior, en 1951 avec les Canadiens Juniors de Montréal. Avec les Juniors de Montréal puis les Royals de Montréal, il joue trois saisons, de 1951 à 1954, dans cette ligue. Mais dès sa première saison, il est blessé gravement à la tête. En effet le 6 mars 1952, lors d'un match de séries éliminatoires, face aux Reds de Trois-Rivières, il reçoit un coup de crosse de Jean-Guy Talbot. Alors qu'il quitte le jeu pour blessure, il ne devait pas reprendre la compétition, mais pourtant après avoir reçu quatorze points de sutures, il revient au jeu pour terminer les séries.

« J'ai été blessé gravement et j'ai continué à jouer mais je n'ai jamais plus été au même niveau. Je n'avais plus la confiance pour jouer et j'avais eu beaucoup de maux de tête et une vision floue. »

— Scotty Bowman.
Il revient pour finir les séries et jouera les deux saisons suivantes, mais un manque de confiance, constamment gêné par des maux de têtes et craignant de nouvelles blessures, Bowman pense ne plus pouvoir jouer au hockey et décide de mettre un terme à sa carrière, découvrant ainsi un autre aspect du hockey, le poste d'entraîneur.

## Carrière d'entraîneur

### Débuts de carrière
« Je me suis impliqué, dans ma ville natale, à l'entraînement dans le hockey junior. En ligue junior j'ai été en mesure d'entraîner quelques équipes pendant un an, grâce à des parrainages de la ville de Montréal, et c'est ce qui a débuté ma carrière d'entraîneur. »

— Scotty Bowman.
Alors qu'il n'est qu'adjoint dans des petites équipes de ligues juniors, Bowman profite de son temps libre pour aller voir les Canadiens de Montréal jouer au Forum. En 1955 il prend en charge une équipe junior B, qui n'a rien à voir avec Montréal, puis en 1956 le Canadien junior qui quitte Montréal pour Ottawa. Il devient alors, l'entraîneur adjoint et le directeur sportif adjoint à plein temps de cette équipe des Canadiens de Hull-Ottawa.

### Ligues juniors
Avec les Canadiens junior de Hull-Ottawa, il est l'adjoint de Sam Pollock et permettent ensemble d'amener l'équipe à la Coupe Memorial de 1957, battu en finale par les Bombers de Flin Flon. Lors de cette saison la fiche du club, qui évolue dans la Ontario Hockey Association Senior A, est de 11 victoires, 7 défaites et 2 nuls en 20 matchs joués. L'année suivante, Bowman prend les commandes de l'équipe en tant que coentraîneur en compagnie de Pollock, et malgré une saison moyenne, ils qualifient  Hull-Ottawa pour une deuxième coupe Memorial de suite. L'équipe remporte la finale face aux Patricias de Regina et Bowman remporte ainsi son premier trophée en tant qu'entraîneur, même s'il le partage avec Pollock.
Après deux saisons à Ottawa, il accepte le poste d'entraîneur des T.P.T. de Peterborough, où il est pour la première fois seul aux commandes d'une équipe. Derrière le banc de Peterborough, il réussit une bonne saison régulière et des bonnes séries éliminatoires dans la Ligue de hockey de l'Ontario. Il termine deuxième de la saison régulières derrière les Teepees de Saint Catharines et participe, à titre personnel, à sa troisième coupe Memorial en trois ans. Lors de la finale de l'année 1959 Peterborough est dominé par l'équipe locale des Braves de Winnipeg (en), qui accueille cette année-là la compétition. Les deux saisons suivantes sont plus dures pour Bowman et ses joueurs, Peterborough restant dans le « ventre mou » du classement,.
Bowman quitte finalement Peterborough au terme de la saison, avant de prendre en main de nouveau l'équipe des Canadiens de Hull-Ottawa passé dans la Eastern Professional Hockey League. Il réussit une bonne saison en classant l'équipe au deuxième rang de la ligue qui ne compte plus que quatre équipes. Il fait ensuite un bref passage avec les Knights d'Omaha de la Ligue centrale de hockey, remportant les 8 matchs qu'il dirige. Il quitte ensuite son poste pour devenir responsable du dépistage pour les Canadiens de Hull-Ottawa. Il rejoint, toujours dans l'année, les Monarchs N.D.G. de Montréal où il encadre les jeunes joueurs du centre de formation.
Lors de l'année 1964 il se retrouve derrière le banc du club dont il fut joueur quelques années auparavant, le Canadien junior de Montréal qui évolue dans l'Association de hockey de l'Ontario. La première année est difficile, se classant seulement cinquième de la ligue, mais la saison suivante est meilleure pour lui et son équipe, Montréal terminant au deuxième rang de la ligue derrière les Petes de Peterborough. Il compte dans ses joueurs, et meilleur marqueur, un certain Jacques Lemaire qui bien des années plus tard sera reconnu pour ses qualités d'entraîneur dans la Ligue nationale de hockey avec le Wild du Minnesota et les Devils du New Jersey.

### Débuts en LNH
En 1967 la Ligue nationale de hockey connait un grand bouleversement dans son histoire : l'expansion de la LNH en 1967. En effet, pendant un long moment après la Grande Dépression et la Seconde Guerre mondiale, les dirigeants de la LNH refusent obstinément l'addition de nouvelles équipes à la ligue qui ne comptait que six équipes, appelées les six équipes originales. Cependant, au milieu des années 1960, la peur des autres ligues sportives majeures qui solidifiaient leur présence dans l'ouest et le désir d'obtenir un nouveau contrat de télédiffusion des matchs similaire à ceux obtenus par la Major League Baseball et la National Football League, vinrent à bout de la résistance acharnée des dirigeants vis-à-vis des groupes d'investisseurs qui leur soumettaient des propositions de nouvelles franchises. Aussi décidèrent-ils que la ligue doublerait de taille pour la saison 1967-1968, passant de six à douze équipes, avec la possibilité de continuer d'ajouter des équipes dans le futur. C'est ainsi que les North Stars du Minnesota, les Kings de Los Angeles, les Seals d'Oakland, les Flyers de Philadelphie, les Penguins de Pittsburgh et les Blues de Saint-Louis font leur entrée dans la ligue, amenant un vent de fraîcheur au sein d'une LNH qui ne sera plus jamais la même. Pendant des années, les fans voyaient les mêmes maillots rouges, noirs et bleus s'affronter et du jour au lendemain, apparaissent du violet, du vert, de l'orange ou du bleu ciel.
Les techniciens et joueurs des ligues juniors et seniors n'ont que peu de chance de travailler dans l'élite du hockey nord américain alors qu'il n'y a que six équipes. Avec cette expansion les nouveaux présidents de ces clubs doivent trouver plusieurs joueurs et entraîneurs. Ainsi une nouvelle génération va découvrir la LNH, Scotty Bowman va être de ceux-là. Il est appelé à rejoindre les Blues de Saint-Louis pour y  faire ses grands débuts dans la ligue nationale derrière le banc du club de la toute nouvelle franchise du Missouri.

### Avec les Blues de Saint-Louis
Toute nouvelle franchise de la LNH, les Blues de Saint-Louis veulent, comme la plupart des équipes de l'expansion, bien figurer face aux équipes historiques de la ligue qu'elle n'affronte que lors de la finale, en effet, la formule des séries garantissant à une équipe d'expansion de faire partie de la finale de la Coupe Stanley.
Lors de leur première saison les Blues termine troisième de la toute nouvelle conférence de l'Ouest, qui regroupe les six nouvelles franchises de l'expansion. Bowman entraîne Saint-Louis lors des 58 derniers matchs avec un bilan de 23 victoires, 21 défaites et 14 matchs nuls. Mais c'est en série que Bowman va réussir une belle performance en envoyant les Blues en finale de la Coupe Stanley après avoir sorti les Flyers de Philadelphie 4 succès à 3, les North Stars du Minnesota aussi en 7 rencontres, mais va devoir céder, lors de la finale, face aux Canadiens de Montréal en encaissant une défaite en seulement 4 matchs. Lors de la saison suivante les Blues de Saint-Louis réussissent encore une bonne saison en terminant premier de leur conférence, avec un bilan de 37 victoires, 25 défaites et 14 matchs nuls devançant les Seals d'Oakland. Comme la saison précédente les Blues se hissent jusqu'en finale de la coupe Stanley en dominant les Flyers de Philadelphie lors du premier tour en 4 matchs secs, puis les Kings de Los Angeles également en 4 matchs avant pourtant de céder une nouvelle fois en finale face aux Canadiens de Montréal en 4 matchs comme la saison précédente.
Pour sa troisième saison à la tête des Blues, Bowman permet une fois de plus à Saint-Louis de remporter sa conférence mais cette fois devant les Penguins de Pittsburgh avec un bilan de 37 victoires, 27 défaites et 12 matchs nuls. Au premier tour des séries Saint-Louis domine 4 à 2 les North Stars du Minnesota, au deuxième tour les Penguins de Pittsburgh, également 4 à 2, avant de se retrouver pour la troisième fois de suite en finale, mais cette fois les Blues sont opposés aux Bruins de Boston. Mais comme les saisons précédentes Saint-Louis est dominé en seulement 4 matchs. Lors de la saison suivante c'est Al Arbour qui est nommé entraîneur des Blues, Bowman devenant manager générale de l'équipe. Mais après 50 matchs de Arbour, Bowman reprend son rôle d'entraîneur est comptera 13 victoires en 28 matchs soit un pourcentage de victoires inférieur à Arbour. En séries Saint-Louis se fait sortir au premier tour par Minnesota 4 succès à 2.
Au terme de la saison 1970-1971, Sam Pollock, alors directeur général des Canadiens de Montréal, va convaincre Bowman de revenir dans l'organisation de la franchise québécoise. Scotty Bowman rejoint alors le Canadien pour devenir entraîneur de l'équipe première. Au cours de sa carrière à Saint-Louis, Bowman a notamment entraîné des joueurs tels Doug Harvey, Dickie Moore, le tandem de gardiens vétérans Glenn Hall et Jacques Plante, Gordon Berenson et les frères Bob et Barclay Plager.

### Avec les Canadiens de Montréal
Bowman rejoint finalement les Canadiens le 10 juin 1971 pour remplacer Al MacNeil, celui-ci ayant annoncé son départ de l'organisation quelques semaines plus tôt. Il venait de conclure une entente avec Sam Pollock, alors directeur-gérant du club. Bowman allait bientôt passer les plus glorieux moments de sa carrière derrière le banc d'une telle équipe, notamment durant la saison 1976-1977, où le Canadien connurent une saison de 60 victoires, 8 défaites et 12 matchs nuls pour 132 points.
La saison suivante, son impact fut immédiat, puisque les Canadiens amassèrent 11 points de plus que l'année précédente. Malgré cela, l'équipe ne put remporter la coupe Stanley, car ils furent éliminés en quarts de finale par les Rangers de New York 4-2.
Enfin une coupe pour Bowman et les Canadiens, lors de la saison 1972-1973, qui récoltèrent 120 points, pour finir premiers au classement général de la ligue. Après une excellente saison, l'équipe prit la mesure des Sabres de Buffalo, 4 matchs à 1, puis des Flyers de Philadelphie, 4-1 encore, et des Black Hawks de Chicago en finale, 4 matchs à 2. Ce fut une finale où les gardiens de chaque clan ne brillèrent pas (score de 8-3, 4-1, 4-7, 4-0, 7-8 et 6-4).

### Avec les Penguins de Pittsburgh
Le 12 juin 1990 et après deux années en dehors du monde de la LNH, il fait son retour en signant au sein des Penguins de Pittsburgh. Ce même 12 juin 1990, les Penguins font également signer Bob Johnson en tant que nouvel entraîneur de l’équipe. Il est alors engagé par Craig Patrick, directeur général de l’époque, en tant que responsable du développement des joueurs. Patrick et Bowman se connaissent alors du temps où ce dernier entraînait l’équipe des Juniors de Montréal sous le maillot desquels jouait Patrick. C’est également le père de Craig, Lynn, qui avait choisi d’engager Bowman pour entraîner la première saison des Blues de Saint-Louis.
Bowman de son côté accepte le poste car il souhaitait faire son retour dans la LNH mais sans trop s’éloigner de sa maison et de ses enfants scolarisés à Buffalo. À la suite de cette première saison dans l’encadrement des Penguins, il voit l’équipe composée de Mario Lemieux, Jaromír Jágr, Ron Francis… remporter sa première Coupe Stanley dans la LNH depuis sa création en 1967. Au cours de cette même saison, Bowman est admis au temple de la renommée du hockey en tant que bâtisseur pour l’ensemble de sa carrière dans la LNH depuis 1967.
Au cours de l’été qui va suivre, l’équipe va perde un de ces atouts : le 29 août 1991, Bob Johnson est conduit par sa femme à l’hôpital. Il est alors atteint d’un cancer au cerveau et son état est plus qu’alarmant. Le 1er octobre 1991, Bowman est nommé entraîneur par intérim de l’équipe pour la saison 1991-1992. Finalement, Johnson décède le 26 novembre 1991 et Bowman va passer toute la saison derrière le banc des Penguins.

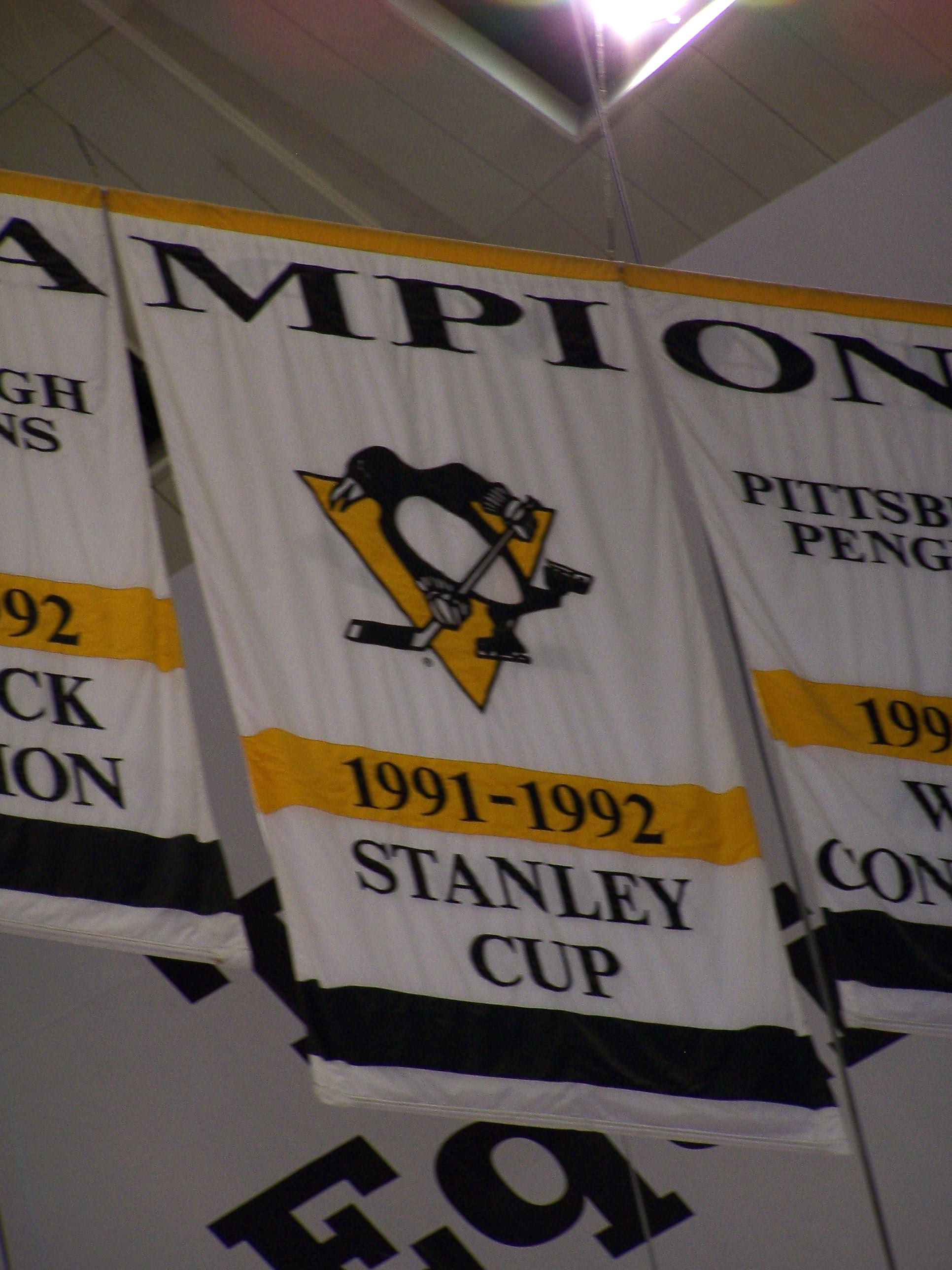
Les bannières accrochées dans le Mellon Arena et commémorant les titres de 1992.

L’équipe 1991-1992 des Penguins va mettre du temps à se trouver et le 2 mars une situation de crise est déclenchée alors que l’équipe n’a remporté que deux de ses douze derniers matchs et frôle l’élimination de la course à la Coupe. Patrick convoque alors les joueurs lors d’un déplacement à Calgary et en l’absence de Bowman, va demander aux joueurs de dire ce qu’ils ont sur le cœur. Il sortira de la réunion que certains joueurs, représentés par les paroles de Bourque, ne se sentent pas en confiance avec Bowman comme entraîneur et ne pensent pas pouvoir remporter la Coupe dans de telles conditions. Finalement, la situation va s’améliorer pour les Penguins et au cours du dernier match de la saison régulière, le 12 avril 1992, Bowman décide de tester un changement de gardien toutes les cinq minutes, alternant les temps de jeu des deux gardiens Ken Wregget et Wendell Young, les changements de gardien se faisant sans attendre l’interruption du match. Finalement, les Penguins vont perdre ce match, sans incidence pour la suite de l’année, 7 buts à 1 contre les Rangers de New York.
Qualifiés pour les séries éliminatoires, l’équipe va parvenir à éliminer tour à tour les équipes des Capitals de Washington, des Rangers de New York, des Bruins de Boston puis des Blackhawks de Chicago en quatre matchs secs pour une deuxième Coupe Stanley consécutive.
Pour la saison 1992-1993, les Penguins vont tenter de faire Eddie Johnston, alors directeur général des Whalers de Hartford, mais l’accord ne se concluant pas, Bowman est confirmé dans ses fonctions le 6 octobre 1992. Cette prolongation de contrat ne fait alors pas l’unanimité au sein de l’équipe des Penguins, certains n’ayant toujours pas confiance en lui : outre des problèmes de communication avec les joueurs, il fait alors certains choix incompris de l’équipe – comme celui remplacer Mario Lemieux blessé en 1992 par Troy Loney au centre alors que ce dernier n’avait jamais joué à ce poste.
Au cours de cette saison, l’équipe guidée par Bowman va tout de même connaître sa meilleure saison depuis sa création. Avec 119 points pour 56 victoires à l’issue de la saison régulière, Bowman offre à Pittsburgh la première saison avec plus de 100 points et la première place de la LNH,. La saison des Penguins va prendre en finale de division avec une défaite en sept matchs contre les Islanders de New York. Finalement, Bowman quitte la franchise de Pittsburgh pour rejoindre celle des Red Wings de Détroit à l’issue de cette saison.

### Avec les Red Wings de Détroit
En 1993 les Red Wings de Détroit restent sur plusieurs saisons difficiles, bien que l'équipe réalise de bonnes saisons régulières, Bryan Murray, entraîneur et directeur général de l'époque, n'arrive pas à faire avancer l'équipe en séries éliminatoires. Après un nouvel échec, il quitte ses fonctions d'entraîneur mais pas de directeur général, poste qu'il occupe avec l'aide de Jim Devellano, directeur général de la franchise avant et après Bryan Murray. Jim Devellano a connu Bowman à l'époque des Blues de Saint-Louis alors qu'il était dépisteur pour les Blues. Le connaissant et sachant qu'il est en difficulté à Pittsburgh, Devellano pense à Bowman pour succéder à Murray. Ainsi Scotty Bowman devient le nouvel entraîneur des Red Wings de Détroit en 1993.
Sans changer radicalement l'effectif, Bowman permet aux Wings de rester dans les premières places de l'association de l'Ouest, terminant pour sa première année à la première place de conférence avec un bilan de 59,8 % de victoires, soit l'une des trois saisons où il ne termine pas avec un bilan supérieur à 60 %. Néanmoins en séries éliminatoires, Détroit se fait sortir dès le premier tour par les Sharks de San José. À cause du lock-out en 1994 les Red Wings de Détroit ne jouent que 48 matchs et en remportent 33. Mais c'est en séries éliminatoires que Bowman va montrer son savoir-faire. Détroit arrive en finale après avoir dominé les Stars de Dallas 4 victoires à 1, les Sharks de San José en quatre manches et les Blackhawks de Chicago 4 rencontres à 1, mais lors de la finale Détroit va se faire balayer en quatre matchs par les Devils du New Jersey de Martin Brodeur, ce qui est une véritable déception pour Bowman et ses hommes. Ils se consolent avec le Trophée des présidents de la meilleure équipe en saison régulière, que Détroit n'avait jusqu'alors pas gagné.
Après cet échec Scotty Bowman va former deux lignes d'attaques particulièrement craintes dans les années 1990. Il recrute  Igor Larionov pour former avec Sergueï Fiodorov, Viatcheslav Kozlov, Vladimir Konstantinov et Viatcheslav Fetissov une unité de cinq joueurs d'origines russes nommée les Russian Five, ce surnom étant inspiré des Jackson Five. Ce système de jeu, mis en place par Bowman, qui remarque qu'ensemble ces cinq joueurs offrent une supériorité tant technique que rapide aux Wings. L'unité de cinq hommes est calqué sur le modèle des équipes soviétiques, qui ont dominé le monde et la concurrence olympique pendant les années 1970, les années 1980 et le début des années 1990, avec une combinaison de vitesse et de contrôle du palet qui était supérieure aux autres nations. Mais voyant les faiblesses de son équipe au niveau physique face à certaines lignes adverses, il forme une ligne particulièrement rugueuse. La Grind Line, ou ligne de harcèlement, est composé par trois joueurs, Kris Draper, Joe Kocur et Kirk Maltby. Cette ligne est crainte par la dureté de ses éléments mais également parce qu'ils marquent de près les adversaires, qu'ils sont très rugueux et aussi parce qu'ils fournissent un travail remarquable, bien souvent dans l'ombre de ses stars.
Avec ces deux lignes d'attaques, son capitaine emblématique Steve Yzerman et une défense solide emmené par un jeune défenseur suédois, Nicklas Lidström, les Red Wings vont réussir une saison 1995-1996 historique. Les Red Wings battent, avec 62 victoires, le record du plus grand nombre de victoires dans la LNH, mais s'avouent vaincus contre l'Avalanche du Colorado en 6 matchs lors des séries éliminatoires, après avoir écarté les Jets de Winnipeg en 6 matchs et les Blues de Saint-Louis en 7 rencontres, l'Avalanche du Colorado devenant au passage l'équipe que l'on se plait à détester du côté du Michigan. En 1996 il recrute Brendan Shanahan qu'il aligne avec Yzerman, pour former un duo offensif de haut niveau dans Ligue nationale de hockey, occupant les deux premiers rangs des meilleurs marqueurs des Wings au terme de la saison. Les Wings réalisent une saison remarquable, terminant deuxième de la division centrale, derrière les Stars de Dallas, et troisième de l'association de l'ouest devancés par l'Avalanche du Colorado. Avec un bilan de 38 victoires, 26 défaites et 18 nuls, les Wings sont candidats pour le titre. Détroit écarte au premier tour les Blues de Saint-Louis 4 victoires à 2 avant de vaincre en quatre manches les Mighty Ducks d'Anaheim. En finale de conférence, les Wings affrontent leur nouvelle équipe rivale de la ligue nationale : l'Avalanche du Colorado. Un match particulier, puisque le 26 mars 1997 une bagarre devenue « légendaire » éclate entre les deux équipes. Détroit élimine Colorado 4 succès à 2 et se retrouve en finale face aux Flyers de Philadelphie. Le duo Yzerman-Shanahan, la « Grind Line » et les « Russian Five » viennent facilement à bout des Flyers d'Eric Lindros et John LeClair. En quatre matchs, Bowman permet aux Wings, 42 ans après son dernier sacre, de remporter sa huitième coupe Stanley et la septième de sa carrière.

L'équipe reste inchangée pour la saison 1997-1998, néanmoins un drame va toucher Bowman et les Red Wings. Le titre de 1997 fut assombri par un grave accident automobile, au lendemain du titre, laissant des séquelles permanentes à Vladimir Konstantinov et Sergei Manatsakanov, le thérapeute de l'équipe. Vladimir Konstantinov souffrait de dommages irréversibles au cerveau. La saison est une fois de plus de qualité pour Détroit : avec un bilan de 44 victoires, 23 défaites et 15 nuls, l'équipe termine à la deuxième place de la conférence ouest et de la division centrale derrière les Stars de Dallas. Les séries éliminatoires arrivant, les Wings veulent défendre leur titre de champion et viennent à bout des Coyotes de Phoenix en six matchs lors du premier tour avant d'écarter les Blues de Saint-Louis et les Stars de Dallas, eux aussi, en six manches. À l'image du Colorado, Dallas est devenu depuis quelques saisons un rival des Wings. En finale Détroit affronte les Capitals de Washington. Les Wings s'imposent en quatre manches nettes et remportent leur deuxième coupe Stanley consécutive. Lors de la remise de la coupe, Konstantinov vient en chaise roulante sur la glace pour pouvoir toucher la coupe Stanley qu'Yzerman lui remettra. Bowman remporte sa huitième coupe Stanley.

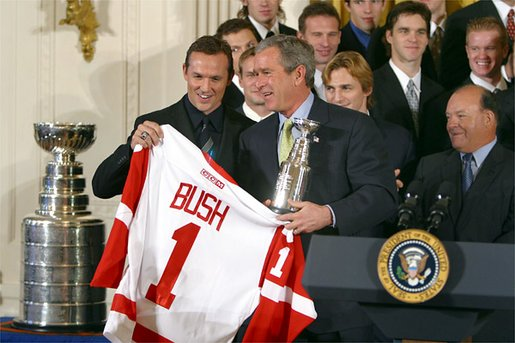
Le président George Bush, entre Steve Yzerman et Scotty Bowman, accueillant, à la Maison-Blanche, l'équipe victorieuse en 2002.

Au lendemain du doublé, les Wings font figure d'épouvantail dans la ligue nationale. Les Wings remportent leur division centrale devant les Blackhawks de Chicago et terminent troisième de leur conférence derrière les Stars de Dallas et l'Avalanche du Colorado. Après leur succès en séries face aux Mighty Ducks d'Anaheim en quatre matchs, les Wings sont dominés par Colorado au tour suivant 4 matchs à 2. En 1999-2000 Détroit termine deuxième de sa division et de sa conférence derrière les Blues de Saint-Louis. En séries, Détroit élimine les Kings de Los Angeles en quatre manches mais se fait sortir de nouveau par l'Avalanche du Colorado 4 victoires à 2. En 2001 après une nouvelle belle saison Détroit se fait sortir, en six matchs, dès le premier tour part les Kings de Los Angeles.
En 2001-2002 les Red Wings construisent une équipe de très haut niveau. Dans les cages, Détroit recrute Dominik Hašek des Sabres de Buffalo, alors que Bowman cherchait depuis des années le remplaçant de Mike Vernon meilleur joueur des séries en 1997, puis en attaque Brett Hull des Stars de Dallas, qui étaient tous deux sur le marché des joueurs autonomes en 2001. Sans oublier Luc Robitaille des Kings de Los Angeles. En comptant, en plus, sur ses valeurs sûres (Lidström, Fedorov, Shanahan, Osgood…) Détroit peut difficilement ne pas glaner une dixième coupe Stanley, non sans avoir dominé de nouveau la saison régulière.
Détroit remporte le Trophée des présidents de meilleure équipe de la ligue en saison régulière avec un bilan de 51 victoires, 21 défaites (dont celles en prolongation) et 10 nuls. En séries éliminatoires, les Wings vont atteindre la finale en écartant les Canucks de Vancouver 4 à 2, les Blues de Saint-Louis 4 à 1 et l'Avalanche du Colorado en sept matchs. En finale, Détroit affronte les Hurricanes de la Caroline. Les Red Wings remportent facilement cette finale 4 succès à 1 et Bowman remporte sa neuvième et dernière coupe Stanley. En effet, au terme de la saison, Bowman va annoncer sa retraite après une carrière remarquable.

### Divers
En plus de mener la LNH pour les victoires en saison régulière, 1 248, et en séries éliminatoires, 223, il a remporté une neuvième coupe Stanley avec Détroit en 2002, ce qui lui permet de devancer Toe Blake qui avait réussi l'exploit à huit reprises comme entraîneur entre 1955 et 1968. Au moment où il se retire du hockey, en 2002, il a acquis la réputation d'être un des stratèges les plus avisés de l'histoire du sport professionnel.
Bowman a été entraîneur de l'équipe du Canada de hockey sur glace pour la Coupe Canada 1976 et celle de 1981.
Il est le père de Stan Bowman.

## Statistiques d'entraîneur
Cette section présente les statistiques connues pour les équipes entraînées par Scotty Bowman.
| Saison    | Équipe                      | Ligue   |    | PJ | V  | D  | N | Pr                                       |  | Séries éliminatoires |
| 1957-1958 | Canadiens de Hull-Ottawa    | OHA Sr. | 20 | 11 | 7  | 2  | - | Défaite en finale de la Coupe Memorial   |  |                      |
| 1958-1959 | T.P.T. de Peterborough      | OHA     | 54 | 29 | 20 | 5  | - | Défaite en finale de la Coupe Memorial   |  |                      |
| 1959-1960 | T.P.T. de Peterborough      | OHA     | 48 | 22 | 23 | 3  | - | Défaite en demi-finale                   |  |                      |
| 1960-1961 | T.P.T. de Peterborough      | OHA     | 48 | 16 | 24 | 8  | - | Défaite en quart de finale               |  |                      |
| 1962-1963 | Canadiens de Hull-Ottawa    | EPHL    | 72 | 40 | 25 | 7  | - |                                          |  |                      |
| 1963-1964 | Knights d'Omaha             | LCPH    | 8  | 8  | 0  | 0  | - | Champion de la Coupe Adams               |  |                      |
| 1964-1965 | Canadien junior de Montréal | OHA     | 56 | 20 | 28 | 8  | - | Défaite en quart de finale               |  |                      |
| 1965-1966 | Canadien junior de Montréal | OHA     | 48 | 24 | 15 | 9  | - | Défaite en demi-finale                   |  |                      |
| 1967-1968 | Blues de Saint-Louis        | LNH     | 58 | 23 | 21 | 14 | - | Défaite en finale                        |  |                      |
| 1968-1969 | Blues de Saint-Louis        | LNH     | 76 | 37 | 25 | 14 | - | Défaite en finale                        |  |                      |
| 1969-1970 | Blues de Saint-Louis        | LNH     | 76 | 37 | 27 | 12 | - | Défaite en finale                        |  |                      |
| 1970-1971 | Blues de Saint-Louis        | LNH     | 28 | 13 | 10 | 5  | - | Défaite au premier tour                  |  |                      |
| 1971-1972 | Canadiens de Montréal       | LNH     | 78 | 46 | 16 | 16 | - | Défaite au premier tour                  |  |                      |
| 1972-1973 | Canadiens de Montréal       | LNH     | 78 | 52 | 10 | 16 | - | Champion de la Coupe Stanley             |  |                      |
| 1973-1974 | Canadiens de Montréal       | LNH     | 78 | 45 | 24 | 9  | - | Défaite au premier tour                  |  |                      |
| 1974-1975 | Canadiens de Montréal       | LNH     | 80 | 47 | 14 | 19 | - | Défaite en demi-finale                   |  |                      |
| 1975-1976 | Canadiens de Montréal       | LNH     | 80 | 58 | 11 | 11 | - | Champion de la Coupe Stanley             |  |                      |
| 1976-1977 | Canadiens de Montréal       | LNH     | 80 | 60 | 8  | 12 | - | Champion de la Coupe Stanley             |  |                      |
| 1977-1978 | Canadiens de Montréal       | LNH     | 80 | 59 | 10 | 11 | - | Champion de la Coupe Stanley             |  |                      |
| 1978-1979 | Canadiens de Montréal       | LNH     | 80 | 52 | 17 | 11 | - | Champion de la Coupe Stanley             |  |                      |
| 1979-1980 | Sabres de Buffalo           | LNH     | 80 | 47 | 17 | 16 | - | Défaite en demi-finale                   |  |                      |
| 1981-1982 | Sabres de Buffalo           | LNH     | 35 | 18 | 10 | 7  | - | Défaite en demi-finale de division       |  |                      |
| 1982-1983 | Sabres de Buffalo           | LNH     | 80 | 38 | 29 | 13 | - | Défaite en finale de division            |  |                      |
| 1983-1984 | Sabres de Buffalo           | LNH     | 80 | 48 | 25 | 7  | - | Défaite en demi-finale de division       |  |                      |
| 1984-1985 | Sabres de Buffalo           | LNH     | 80 | 38 | 28 | 14 | - | Défaite en demi-finale de division       |  |                      |
| 1985-1986 | Sabres de Buffalo           | LNH     | 37 | 18 | 18 | 1  | - |                                          |  |                      |
| 1986-1987 | Sabres de Buffalo           | LNH     | 12 | 3  | 7  | 2  | - |                                          |  |                      |
| 1991-1992 | Penguins de Pittsburgh      | LNH     | 80 | 39 | 32 | 9  | - | Champion de la Coupe Stanley             |  |                      |
| 1992-1993 | Penguins de Pittsburgh      | LNH     | 84 | 56 | 21 | 7  | - | Défaite en finale de division            |  |                      |
| 1993-1994 | Red Wings de Détroit        | LNH     | 84 | 46 | 30 | 8  | - | Défaite en quart de finale d'association |  |                      |
| 1994-1995 | Red Wings de Détroit        | LNH     | 48 | 33 | 11 | 4  | - | Défaite en finale                        |  |                      |
| 1995-1996 | Red Wings de Détroit        | LNH     | 82 | 62 | 13 | 7  | - | Défaite en finale d'association          |  |                      |
| 1996-1997 | Red Wings de Détroit        | LNH     | 82 | 38 | 26 | 18 | - | Champion de la Coupe Stanley             |  |                      |
| 1997-1998 | Red Wings de Détroit        | LNH     | 82 | 44 | 23 | 15 | - | Champion de la Coupe Stanley             |  |                      |
| 1998-1999 | Red Wings de Détroit        | LNH     | 82 | 43 | 32 | 7  | - | Défaite en demi-finale d'association     |  |                      |
| 1999-2000 | Red Wings de Détroit        | LNH     | 82 | 48 | 22 | 10 | 2 | Défaite en demi-finale d'association     |  |                      |
| 2000-2001 | Red Wings de Détroit        | LNH     | 82 | 49 | 20 | 9  | 4 | Défaite en quart de finale d'association |  |                      |
| 2001-2002 | Red Wings de Détroit        | LNH     | 82 | 51 | 17 | 10 | 4 | Champion de la Coupe Stanley             |  |                      |

## Honneurs et trophées
- Trophée Jack-Adams : en tant que meilleur entraîneur de la LNH en 1977 (il entraîne alors les Canadiens de Montréal) et en 1996 (Red Wings).
- Membre du temple de la renommée : admis en 1991 en tant que bâtisseur.
- Coupe Stanley :
  - 1973, 1976, 1977, 1978 et 1979 avec les Canadiens.
  - 1992 avec les Penguins.
  - 1997, 1998 et 2002 avec les Red Wings.
- Trophée Lester-Patrick : en 2001 pour l'ensemble de sa contribution au hockey aux États-Unis.
- Allée des célébrités canadiennes : intronisé en 2003.
- Panthéon des sports du Québec : admis en 2005.
- Ordre du hockey au Canada : reçu en 2017